# Blizzard CNS de Trois-Rivières
Die Blizzard CNS de Trois-Rivières (englisch Trois-Rivières Blizzard CNS) sind eine kanadische Eishockeymannschaft aus Trois-Rivières, Québec. Das Team spielt seit 2004 in der Ligue Nord-Américaine de Hockey.

## Geschichte
Die Mannschaft wurde 2003 unter dem Namen Vikings de Trois-Rivières als Franchise der Québec Semi-Pro Hockey League gegründet. Als diese 2004 aufgrund der zunehmenden Professionalisierung der Teilnehmer in Ligue Nord-Américaine de Hockey umbenannt wurde, änderte auch die Mannschaft aus Trois-Rivières ihren Namen in Caron & Guay. Größter Erfolg der Kanadier war der Gewinn der Coupe Futura in der Saison 2007/08.

## Team-Rekorde

### Karriererekorde
Spiele: 230  Sylvain Rodier
Tore: 114  Sylvain Rodier
Assists: 168  Sylvain Rodier
Punkte: 282  Sylvain Rodier
Strafminuten: 699  Sébastien Cyr

## Bekannte Spieler
- Marc Beaucage
- Marc-André Bergeron
- Guillaume Besse
- Sylvain Rodier